# Ballószög
Ballószög là một thị trấn thuộc hạt Bács-Kiskun, Hungary. Thị trấn này có diện tích 35 km², dân số năm 2010 là 3424 người, mật độ 98 người/km².